# Ипатов, Олег Сергеевич
Ипатов Олег Сергеевич (род. 15 июня 1960, Ленинград) — российский учёный, с 2003 по 2008 годы — ректор Балтийского государственного технического университета. Заведующий кафедрой «И3». Доктор технических наук, профессор.

## Биография
В 1983 году закончил Ленинградский механический институт по специальности инженер-электромеханик, в 1989 году — кафедру Технической кибернетики Ленинградского государственного университета по специальности математик (научный руководитель — В. Н. Фомин).
Автор 89 печатных научных и методических трудов, в том числе 20 изобретений. Специалист в области систем технического зрения. С 1985 года под его руководством защищено 5 диссертаций на соискание ученой степени кандидата технических наук. Поставил курсы лекций «Электроника», «Схемотехника», «Гироскопические приборы», «Системы автоматизации и управления».
Доктор технических наук, действительный член Академии космонавтики им. К. Э. Циолковского, Академии информатизации Высшей школы, Санкт-Петербургской инженерной академии, Международной академии наук высшей школы. Член экспертного совета по оборонно-промышленным вопросам Совета Федерации РФ.